# Vícenásobné šifrování
Vícenásobné šifrování (anglicky multiple encryption) je šifrování dat, kdy se použije vícenásobně stejný (například Triple DES) nebo jiný algoritmus s různými hesly. Kaskádovitý proces šifrování se při dešifrování použije v opačném pořadí. NSA pro tajné programy používá „pravidlo dvou“ („Rule of Two“), kdy je třeba použít dvě nezávislé šifrovací vrstvy (tunely pro komunikaci). Vícenásobné šifrování totiž zvyšuje bezpečnost dat. Každá vrstva navíc může pocházet z jiných standardů (států) a tak se snižuje i riziko pro zadní vrátka v šifrovacím algoritmu.